# Pedro Octávio de Camargo Penteado
Pedro Octávio de Camargo Penteado, mais conhecido como Doutor (Campinas, 29 de junho de 1917 - Porto Feliz, 30 de maio de 2001), foi um futebolista brasileiro que atuou como goleiro.
Recebeu o apelido de "Doutor" pois andava geralmente bem trajado.

## Carreira
Doutor iniciou sua carreira no futebol como ponta-esquerda na equipe juvenil do Instituto Cesário Mota. Contudo, com a lesão do goleiro titular, assumiu sua posição. Após sua passagem pelo Cesário Mota, transferiu-se para o Voluntários da Pátria FC de Campinas, onde participou da primeira edição do Campeonato Campineiro de Futebol, em 1935.
Seguiu sua trajetória no Guarani FC, onde permaneceu até o início de 1937, quando decidiu se afastar para estudar na Faculdade de Medicina do Rio de Janeiro. Durante esse período, Doutor chegou a treinar no Fluminense FC e no América FC, mas, por ser menor de idade, não obteve a autorização de seus pais para jogar profissionalmente.
Em 1939, retornou a Campinas e foi contratado pelo EC Mogiana, onde assumiu a titularidade no gol da equipe ferroviária. Em 1940, destacou-se na excelente campanha do time, que terminou como vice-campeão campineiro, sendo Doutor considerado a revelação da competição e titular da Seleção Campineira de Futebol.
Em 1941, acertou sua transferência para o CA Ypiranga, onde teve destaque no Campeonato Paulista de 1941. No final de 1941, o Flamengo solicitou seu empréstimo para a disputa do Torneio Rio-São Paulo, onde Doutor fez três jogos pelo clube carioca antes de retornar ao Ypiranga.
Ainda em 1941, foi emprestado ao São Paulo FC, onde se destacou em duas partidas contra o América-RJ, o que levou o clube a contratá-lo em definitivo no início de 1942. No Tricolor Paulista, Doutor conquistou o Campeonato Paulista de 1943.
Durante sua passagem pelo São Paulo, dividiu a titularidade com o goleiro King. Posteriormente, em 1945, transferiu-se para o CER Descalvadense, atuando no Campeonato Amador do Interior. No ano seguinte, foi contratado pelo Comercial FC da capital para defender suas cores no Campeonato Paulista de 1947.

Após encerrar sua carreira como jogador, Doutor passou a trabalhar como Fiscal na Prefeitura de São Paulo.